# Alexander Borovkov
Alexander Alexejewitsch Borowkow (Moscou, 6 de março de 1931) é um matemático russo.
Foi palestrante convidado do Congresso Internacional de Matemáticos em Moscou (1966) e em Helsinque (1978: Rate of convergence and large deviations in invariance principle).   

## Publicações selecionadas
- Probability Theory. New York: Gordon & Breach, 1998
- Mathematical Statistics. New York: Gordon & Breach, 1998
- Ergodicity and stability of stochastic processes. New York: Wiley, 1998.
- mit A. A. Mogulskii:  Large deviations and testing statistical hypothesis, Siber. Adv. Math., 1992, 1993
- Stochastic processes in queueing theory. Springer, 1976